# Gemme (chanson)
Singles de Nolwenn Leroy
J'ai volé le lit de la mer
(2013) Trace ton chemin
(2017)
Pistes de Gemme
- Bien plus précieux
Gemme est le vingt-et-unième single de Nolwenn Leroy mais aussi le premier single extrait de son sixième album du même nom, Gemme.

## Classement par pays
| Classement (2012) | Meilleure position |
| ----------------- | ------------------ |
| France (SNEP)     | 28                 |